# C/2021 QM45 (PANSTARRS)
C/2021 QM45 (PANSTARRS) est une comète à longue période dont l'orbite est encore mal connue. Elle a un aphélie d'environ 705 UA et son orbite est très excentrique.